# Reeën
Reeën (Capreolus) zijn een geslacht van kleine hertachtigen die voorkomen in Europa en het noorden van Azië. Er zijn twee soorten: de ree (Capreolus capreolus) uit Europa, en de Siberische ree (Capreolus pygargus) uit Azië.

## Soorten
- Capreolus capreolus (Linnaeus, 1758) – Ree
- Capreolus pygargus (Peter Simon Pallas, 1771) – Siberische ree